# Millerton (Nowy Jork)
Millerton – wieś w Stanach Zjednoczonych, w stanie Nowy Jork, w hrabstwie Dutchess.